# Grim Fandango
Grim Fandango (с англ. — «Мрачное фанданго») — компьютерная игра в жанре графического квеста, созданная и выпущенная в 1998 году для Windows компанией LucasArts под руководством американского геймдизайнера Тима Шейфера. Эта игра стала первым квестом LucasArts, использующим полностью трёхмерные модели персонажей (хотя для окружения использовались пререндеренные двумерные изображения), в то время как в предыдущих проектах использовались 2D спрайты, предварительно визуализированные из 3D моделей.
Мир Grim Fandango представляет собой необычную смесь идей ацтекских мифов и легенд о загробной жизни, а также депрессивно-пессимистичного стиля классических фильмов-нуар — «Мальтийский сокол», «Касабланка» и «В порту».
Сюжет игры повествует о четырёхлетних странствиях Мануэля «Мэнни» Калаверы (англ. Manuel "Manny" Calavera) по Миру мёртвых (англ. The Land of the Dead) к Девятому загробному миру (англ. The Ninth Underworld), последнему пристанищу всех умерших.
Grim Fandango получила множество положительных отзывов и наград, и даже попала в список лучших компьютерных игр всех времён. Но для LucasArts игра стала коммерческим провалом.
Переиздание игры под названием Grim Fandango Remastered была разработана компании Double Fine Productions при поддержке Sony, так как компания LucasArts была куплена Disney. Сама игра вышла для Windows, PlayStation 4, PlayStation Vita, OS X и Linux 27 января 2015 года, 5 мая 2015 года — для Android и iOS. Выход игры на Nintendo Switch состоялся 1 ноября 2018 года.
Отличие обновлённой версии от оригинала заключается в улучшенной графике, обновлённой оркестровой музыке, а также добавлением комментариев разработчиков о процессе создания игры.

## Сюжет

### Загробный Мир

«Актёры» Grim Fandango (слева внизу дизайнер игры Тим Шейфер)

Действие происходит в загробном мире, где умершие завершают свой путь, прибывая в Девятый мир.
Когда человек умирает, его забирает облачённый в костюм Смерти с косой агент Департамента смерти — организации, занимающейся распределением усопших в загробном мире. Все мёртвые выглядят как стилизованные скелеты — без кожи, глаз и волос, при этом одежда на мёртвых покрывает их тела, как на живых. Встреча со смертью пугает живых, «превращая их в чудовищ».
В Девятый загробный мир можно попасть разными путями, выбор которых зависит от прижизненных деяний усопшего. Если он вёл праведную жизнь и помогал ближним, то полученного в результате добрых поступков капитала может хватить на билет на Девятый экспресс, на котором всё путешествие к Девятому миру займёт 4 минуты. Если средств не хватает, то существуют варианты приобретения спортивного автомобиля или круиза по морям загробного мира, которые хоть и занимают больше времени, но достаточно комфортны и приятны. У последних грешников нет никаких средств, поэтому они направляются к Девятому миру пешком. Однако быть мёртвым — вовсе не значит, что умереть ещё раз уже невозможно. И в загробном мире тоже умирают. Одна из самых страшных смертей — это проращивание, когда на теле умершего зацветают растения и распускаются цветы; в мире мёртвых цветок — это символ второй смерти (и, возможно, уже настоящей). Поэтому пешее путешествие — отнюдь не увеселительное и приятное занятие, как это рекламирует Департамент смерти. Это путешествие занимает, по крайней мере, четыре года и полно опасностей, так что не каждый добирается до цели.
Игра длится на протяжении четырёх лет, однако основное действие происходит лишь один день в году — 2 ноября, в мексиканский праздник День мёртвых, когда все мёртвые могут вернуться в мир живых и проведать своих родных. Визуальная стилистика игры во многом заимствована у этого праздника. Например, большинство героев выглядят как калака (Calaca, разговорный исп. скелет, фигурки людей в виде скелетов, использующиеся для украшения Дня мёртвых). Почти все персонажи являются латиноамериканцами, которые часто используют в речи испанские слова. Большинство из них много курят. В руководстве игры упоминается, что все, кто курит в игре — умершие, «стоит подумать над этим».

### События игры

Мэнни Калавера

В наказание за грехи, совершённые при жизни (о которых, похоже, он и сам не знает) Мэнни Калавера (исп. Calavera — калавера, череп) был сослан на общественные работы туристическим агентом в Департамент смерти (англ. Department of Death, DoD), расположенный в городе Эль-Марро (El Marrow, англ. marrow — костный мозг; важная, существенная часть чего-либо), продавать новоприбывшим душам туристические туры к Девятому миру через загробный мир. Как только он выполнит определённую норму по обслуживанию первоклассных клиентов (праведников при жизни, имеющих право на поезд № 9), он будет освобождён от общественных работ и сможет покинуть загробный мир. Когда-то он был отличным агентом, обеспечивающим приход первоклассных клиентов, но теперь его карьера пошла под откос и теперь он вынужден прозябать в Департаменте без надежды освободиться от общественных работ.
Мэнни начинает подозревать, что Департамент смерти замешан в некой коррумпированной схеме, из-за которой все первоклассные клиенты достаются его коллеге и сопернику До́мино Хёрли (англ. Domino Hurley). В очередной День мёртвых, когда почти все сотрудники Департамента смерти отлучились, чтобы проведать живых, Мэнни снова возвращается в Департамент с «мелкой рыбёшкой» — Бруно, капитала которого едва хватает на почтовую пересылку в гробу. Раздражённый Калавера вступает в перепалку с шефом Доном Копалом, и тот ставит ему ультиматум — если Калавера к концу недели не приведёт первоклассного клиента, то будет уволен.
Калавера переходит к решительным мерам: он саботирует работу распределителя пневматической почты Департамента и получает незаконный доступ к выдаваемым агентам нарядам. Тем временем Глоттис — демон-автомеханик, воодушевлённый новой работой, превращает служебный автомобиль в дьявольский хот-род — «Костяную тачку» (англ. Bone Wagon). На нём Калавера легко обгоняет Домино на пути к очередному первоклассному клиенту — Мерсе́дес «Ме́че» Колома́р (англ. Mercedes «Meche» Colomar). Вернувшись в Департамент, Мэнни, тем не менее, в замешательстве — судя по записями, у Мече, несмотря на безупречно праведную жизнь, нет никакого посмертного капитала, а значит, ей суждено идти к Девятому миру пешком. Фортели Мэнни не остаются незамеченными шефом, и Дон Копал устраивает разнос Калавере, который якобы не смог найти полагающийся Мече билет на Девятый экспресс. В ярости Дон Копал запирает Калаверу в подсобке, а сам вместе Домино встречается с криминальным боссом Ге́ктором ЛеМа́нсом (англ. Hector LeMans).
С Калаверой связывается Сальвадо́р «Сал» Лимо́нес (англ. Salvador «Sal» Limones), его предшественник в Департаменте, а теперь лидер революционной подпольной ячейки «Союза потерянных душ», борющейся против коррумпированного Департамента. Подозрения Калаверы оказываются правдивы — в Департаменте смерти все билеты на Девятый экспресс перераспределяются в пользу тех, кто готов за них заплатить большую сумму, а от законных владельцев просто избавляются. Тем временем, на встрече ЛеМанс, недовольный тем, что Копал не справился со своей задачей по «отмыванию» билетов, убивает его из проращивателя (пистолета, стреляющего семенами цветов). Теперь главным в Департаменте смерти становится Домино Херли. ЛеМанс приказывает доставить к нему Калаверу, чтобы расправиться и с ним, после чего Домино должен выследить Мерседес, чтобы замести все следы. Однако Калавера, заручившись поддержкой «Союза потерянных душ» Лимонеса, успевает выбраться из города. По пути он спасает в Окаменелом лесу выброшенного на произвол судьбы и несчастного Глоттиса, и вместе они на «Костяной тачке» попадают в приморский город Рубакаву — следующую предполагаемую точку в маршруте Мерседес. Там Мэнни находит тихую работу уборщика в небольшом кафе в ожидании, когда наконец прибудет Мерседес.
Проходит год. За это время Калавера, благодаря организаторским способностям, превратил в кафе в респектабельный ночной клуб с несколькими рулеточным столами. В очередной День мёртвых он наконец находит Мерседес, покидающую город на корабле вместе с Домино. Мэнни пытается их нагнать, но Мече бьёт его бутылкой по голове, и Калавера падает в море. В городе больше оставаться нет смысла, к тому же бандиты из Эль-Марро вот-вот его выследят. Мэнни и Глоттис подряжаются простыми матросами в первый же отбывающий пароход и ускользают от погони.
За год странствий Мэнни, снова благодаря своим организаторским способностям, становится капитаном корабля. В очередном порту их ждёт засада, но Мэнни с Глоттисом невероятным способом спасаются, отрезав кормовую часть корабля. Они обнаруживают коралловый риф, находящийся буквально на краю мира, на котором Домино Хёрли устроил добычу коралловых самоцветов с использованием рабского труда обманутых им первоклассных клиентов. Там же он держит Мече, чтобы выманить Мэнни. Домино с позиции силы пытается склонить Калаверу к сотрудничеству, предлагая пост руководителя на рифе, что равнозначно тому, что Мэнни останется тут навсегда, ведь других альтернатив у него нет. Калавера, тем не менее, вступает в открытое противостояние с Домино и в схватке сталкивает того в жернова камнедробильной машины. Теперь Мэнни, Мече, Глоттис и спасённые души с рифа покидают край мира.
Спустя год странствий путники добираются до конечной станции Девятого экспресса, но привратник не пускает их, так как необходимы билеты для входа. Тем временем Глоттис в изнеможении падает замертво — ведь невозможность исполнять свою главную функцию для демонов равносильно смерти. Для Глоттиса главным призванием является вождение автомобилей или, если это невозможно, ремонт различных механизмов. Единственный способ помочь Глоттису — развить большую скорость, чтобы он вновь почувствовал вкус к жизни. Мэнни сооружает из ручной дрезины и импровизированного ракетного двигателя высокоскоростную вагонетку, которая мигом доставляет Калаверу, Коломар и Глоттиса в Рубакаву, чтобы разыскать незаконно присвоенные билеты в Девятый мир. Поиски приводят их назад в Эль-Марро, который теперь полностью под контролем Гектора ЛеМанса. При помощи «Союза потерянных душ», разросшегося в большую революционную организацию, Мэнни внедряется в преступную империю ЛеМанса. Выясняется, что тот не только занимался кражей билетов на Девятый экспресс, но и организовал изготовление поддельных билетов, которые продавал всем желающим, а настоящие билеты хранил при себе.
Из-за предательства в рядах «Союза потерянных душ» Сальвадор Лимонес оказывается в плену у Гектора. Он жертвует собой, помогая Мэнни победить ЛеМанса. Мэнни находит настоящие билеты и возвращает их законным владельцам. За этот хороший поступок Калавера сам получает право на поездку в Девятом экспрессе. Мече и Мэнни прощаются с Глоттисом и покидают загробный мир.

## Технические данные

Мэнни Калавера стоит на карнизе Департамента Смерти

Игра «Grim Fandango» стала попыткой LucasArts возродить ставший непопулярным жанр квестов. Специально для этой игры был разработан принципиально новый движок — GrimE, сменивший старый SCUMM. Этот движок оперирует уже трёхмерными полигональными объектами вместо двумерных спрайтов предыдущего движка. Из-за этого пришлось полностью пересмотреть игровой процесс и каноны жанра. Система управления в игре отличается от классического интерфейса point-and-click, к тому времени ставшего де-факто стандартом жанра графических квестов. Компьютерная мышь не используется — в оригинальной игре управление осуществляется с помощью клавиатуры или джойстика. Некоторые компьютерные игроки и критики, привыкшие к «point-and-click», посчитали такое управление неудобным. В переиздании 2015 года было добавлено point-and-click управление с помощью мыши, однако оно не заменяет управление с клавиатуры и можно в любой момент использовать оба варианта (за полное прохождение игры без использования мыши можно даже получить достижение).
Взаимодействие персонажа с объектами игрового мира происходит при непосредственной близости персонажа. Чтобы облегчить геймплей, персонаж поворачивает голову в сторону игрового объекта.
Также у персонажа есть инвентарь, в котором находятся собранные предметы. Их применение возможно лишь когда они находятся в руках. Взаимодействие предметов друг с другом исключено.
Игровой мир был разработан геймдизайнером Тимом Шейфером. Работа над проектом началась в середине 1995 года вскоре после завершения предыдущего проекта Full Throttle. В новом GrimE использовался скриптовый язык Lua, который после успеха игры стал популярен в игровой индустрии в качестве универсального скриптового языка.

## Оценки и награды
| Сводный рейтинг       | Сводный рейтинг              | Сводный рейтинг | Сводный рейтинг |
| Издание               | Оценка                       | Оценка          | Оценка          |
| Издание               | PC                           | PS4             | PS Vita         |
| --------------------- | ---------------------------- | --------------- | --------------- |
| GameRankings          | 92,97 % 85,23 % (Remastered) | 78,14 %         | 86,17 %         |
| Русскоязычные издания |                              |                 |                 |
| Издание               | Оценка                       | Оценка          | Оценка          |
| Издание               | PC                           | PS4             | PS Vita         |
| «Игромания»           | [ 10 ]                       | N/A             | N/A             |

Игра, несмотря на неудобное управление, получила массу позитивных отзывов и завоевала множество наград, став лучшей приключенческой игрой 1998 года по версиям различных изданий.
Академия интерактивных искусств и наук
- Игра года (номинация, 1999)
- Выдающиеся достижения в графике (номинация, 1999)
- Выдающиеся достижения в создании персонажа или истории (номинация, 1999)
- Выдающиеся достижения в звуке и музыке (номинация, 1999)
- Компьютерная приключенческая игра года (победа, 1999)

Adventure Gamers:
- Top 100 All-Time Adventures — #1 (2011)

GameSpot:
- Best of E3 PC (1998)
- Приключенческая игра года для PC (1998)
- Игра года для PC (1998)
- Лучшая графика для PC (1998)
- Лучшая музыка для PC (1998)
- Лучшие десять саундтреков для PC (1999)

IGN:
- Лучшая приключенческая игра года Архивная копия от 25 ноября 2004 на Wayback Machine (1998)
- Лучшие 25 ПК игр всех времён, 15 место (2007)[11]

Летом 2018 года, благодаря уязвимости в защите Steam Web API, стало известно, что точное количество пользователей сервиса Steam, которые играли в Grim Fandango Remastered хотя бы один раз, составляет 516 584 человека.

## Порты
Подпроект ScummVM под названием ResidualVM поставил своей задачей полную совместимость с играми, основанными на GrimE. Версия 0.1.1, вышедшая в 13 февраля 2013 года, обеспечивала полное прохождение игры. Также было заявлено, что порт исправляет некоторые недочёты и ошибки, допущенные разработчиками игры. Позднее проект был объединен с кодовой базой ScummVM 2.5.0.

## Переиздание
10 июня 2014 года на конференции E3 2014 компания Sony объявила, что Grim Fandango Remastered будет переиздана для платформ PlayStation 4 и PlayStation Vita. Тим Шейфер в своём твиттере также подтвердил, что переиздание позднее выйдет и на других платформах. В их числе Windows, OS X и Linux.
Основные изменения коснулись графической составляющей игры. Были добавлены новые поддерживаемые разрешения экрана, включая широкоформатные. Трёхмерные модели получили новые более детализованные текстуры, появилось динамическое освещение и сглаживание. Игра может отображать как классические модели (режим «Classic»), так и обновлённые (режим «Remastered»), переключаясь между ними в любой момент времени.
Фоновая музыка была заново переозвучена Мельбурнским симфоническим оркестром.

## Аллюзии и пасхальные яйца
В игре встречаются отсылки к другим приключенческим играм от компании LucasArts. Так, в тату-салоне Тото Сантоса можно найти логотипы из Sam & Max Hit the Road и Full Throttle.
Сама же игра Grim Fandango упоминается в квесте The Curse of Monkey Island: скелет, похожий на Мэнни Калаверу, со значком «Спроси меня о Grim Fandango», лежит с ножом в спине на столе в «Куриной лавке» Белой Бороды. Значок с рекламой «Grim Fandango» является, в свою очередь, отсылкой к первой игре серии Monkey Island, где в баре под названием SCUMM у одного из пиратов на лацкане приколот значок «Спроси меня о LOOM». Если его спросить, пират начнёт с энтузиазмом рекламировать игру LOOM компании LucasArts, вышедшую в том же году.
Изображения Мэнни Калаверы также можно встретить в переизданиях The Secret of Monkey Island (2009) и Monkey Island 2: LeChuck's Revenge (2010).
В игре имеются «пасхальные яйца». Например, после набора в игре слова «BLAM» главный персонаж Мануэль взрывается и собирается снова.
Аллюзия на Grim Fandango: в игре The Night of the Rabbit студии Daedalic герой должен доставить письмо, отправленное M.Calavera, турагентом, мистеру Molena.